# Burnout (automobilismo)

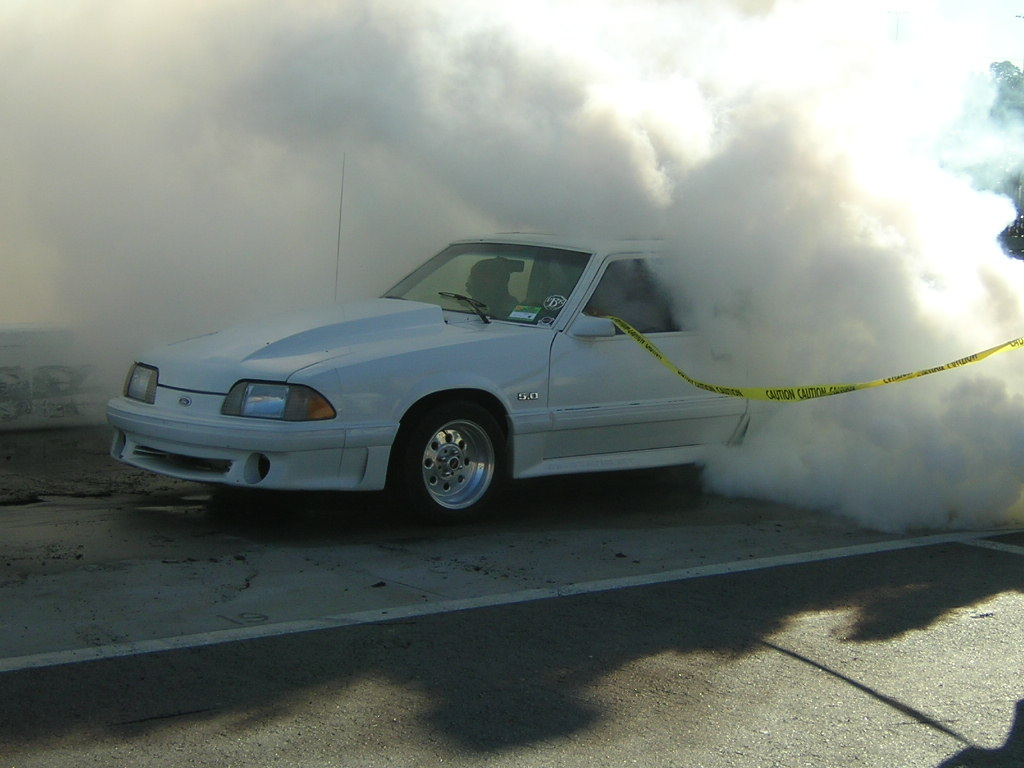
Un burnout di una Ford Mustang al termine di una gara (2006)

Un burnout si verifica quando il pilota di un automobile o di una motocicletta permette alle ruote, che danno trazione posteriore, di scivolare fino a formare fumo bianco; questa tecnica si differenzia dalla derapata per il fatto che viene effettuata con il veicolo fermo.

## Storia
È una manovra che deriva dal mondo delle corse, le cosiddette drag racing o corse di drag, dove questo sistema permette alle gomme di giungere velocemente alle alte temperature richieste per avere il maggior potere di aderenza possibile e permettere una migliore partenza subito dopo.
È possibile trovare, nelle piste per le gare di drag, uno spazio riservato con asfalto liscio ed asciutto, il 'burnout box', dove effettuare i burnouts prima della gara.

## Tecnica
Eseguire un burnout è molto facile con un'auto a trazione anteriore, dove il freno di stazionamento viene usato per bloccare le ruote posteriori ed impedire che l'auto balzi in avanti durante la manovra.
Basta dosare molto bene l'acceleratore per evitare di prendere subito aderenza e partire trascinando le ruote posteriori dopo di che rilasciando la frizione l'auto, che ha il freno di stazionamento (o freno a mano) inserito, cercherà di scaricare la potenza del motore con le ruote anteriori, che slitteranno sul terreno a causa del freno sulle posteriori, creando il fumo.
Il burnout con un'auto a trazione posteriore richiede generalmente l'uso del freno assieme all'uso dell'acceleratore, poiché il freno alle ruote anteriori impedisce di muovere l'auto, mentre il freno alle ruote posteriori non ha sufficiente forza per fermare le ruote mosse dal motore. Tuttavia, auto che sono preparate e create apposta per questo tipo di uso, hanno freni speciali sulle ruote anteriori, che permettono di non bloccare anche le ruote posteriori, così da eliminare il rallentamento dovuto all'uso del freno sulle ruote di trazione.
Il burnout con un'auto a trazione integrale è il più complicato, poiché in questo tipo di auto tutte le ruote forniscono trazione alla macchina.
Perciò, esso è possibile solo con vetture che hanno motori molto potenti, che permettano all'auto di perdere aderenza su tutte e quattro le ruote.
Ma proprio per la sua conformazione, il burnout con una trazione integrale è minimo e si ottiene una veloce partenza al posto della classica nuvola di fumo.

## Nel mondo
In seguito il burnout si è evoluto come forma di competizione sportiva a sé stante e come forma di intrattenimento, molto popolare in Australia e Nord America. Il costo degli pneumatici e dei mezzi necessari ha visto crescere la domanda di sponsor e la creazione di auto adatte unicamente a questo scopo, con regole per lo stile ed il metodo con il quale i piloti effettuano le gare e giudici che ne controllano il regolare svolgimento.